# Bengt Danielsson

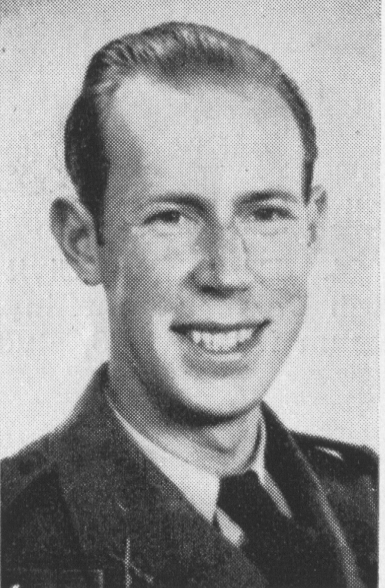
Bengt Danielsson

Bengt Emmerik Danielsson (6 juli 1921 - 4 juli 1997) was een Zweeds antropoloog en een bemanningslid op de Kon-Tiki-expeditie van Zuid-Amerika naar Frans-Polynesië in 1947. Danielsson werd geboren in Zweden in 1921, behaalde een doctoraat in de antropologie en was gedurende van 1967 tot 1971 directeur van het Zweedse Nationaal Museum van Volkenkunde. 
Na de Kon-Tiki-expeditie, trouwde Danielsson in Lima met een Franse vrouw, Marie-Therèse. Zij besloten zich te vestigen op Raroia, het atol in de Tuamotueilandengroep (Frans-Polynesië) waar het vlot was geland. Dit had hij aan de inwoners beloofd, "ik kom terug". Zij bleven er van 1949 tot 1952. In 1953 verhuisden ze naar Tahiti. In 1955 promoveerde hij aan de Universiteit van Uppsala op een proefschrift over de bevolking van Raroia. In 1952 schreef hij een boek over zijn leven en onderzoek (Den lyckliga ön), dat in het Engels werd vertaald (The Happy Island). Daarna volgden veel meer boeken en ook schreef hij filmscenario's. Hij werd een van de grootste deskundigen op het gebied van de antropologie van Polynesië. Hij en zijn vrouw waren bijzonder uitgesproken tegenstanders van de Franse kernproeven op Moruroa en Fangataufa. Verder hadden zij grote kritiek op de vernietiging van de Polynesische cultuur door het kolonialisme.
Danielsson ontving in 1991 de Right Livelihood Award voor zijn werk. Hij stierf in juli 1997 en werd begraven in Mjölby, Zweden.

## Een selectie uit zijn publicaties
- Danielsson, Bengt & Marie-Thérèse (1986). Poisoned Reign: French Nuclear Colonialism in the Pacific. Penguin Books, New York. ISBN 0-140-08130-5.
- Danielsson, Bengt & Marie-Therèse (1977). Moruroa mon amour. Hammondsworth, Penguin, Londen.
- Danielsson, Bengt (1965). Love in the South Seas. Reynal, New York.
- Danielsson, Bengt (1965). Gauguin in the South Seas.  Doubleday, Garden City, N.Y..
- Danielsson, Bengt (1962). What Happened on the  Bounty. G. Allen & Unwin, Londen.
- DANIELSSON, Bent (1959), Det stora vaagspelet. TahitiNui-Expeditionen. Ned. vertaling: Tahiti Nui. Een vlotvaart over de oceaan (s.d.)
- Danielsson, Bengt (1956). Work and Life on Raroia: An Acculturation Study from the Tuamotu Group, French Oceania. G. Allen & Unwin, Londen. (Ph.D., Uppsala, 1955)
- Danielsson, Bengt (1954). The happy Island. Readers Union, G. Allen & Unwin, Londen.